# ጰ
Cette page contient des caractères éthiopiques. En cas de problème, consultez Aide:Unicode ou testez votre navigateur.
ጰ (« phä ») est un caractère utilisé dans l'alphasyllabaire éthiopien comme symbole de base pour représenter les syllabes débutant par le son /pʼ/.

## Usage
L'écriture éthiopienne est un alphasyllabaire ou chaque symbole correspond à une combinaison consonne + voyelle, organisé sur un symbole de base correspondant à la consonne et modifié par la voyelle. ጰ correspond à la consonne « ph » (ainsi qu'à la syllabe de base « phä »). Les différentes modifications du caractères sont les suivantes :
- ጰ : « phä »
- ጱ : « phu »
- ጲ : « phi »
- ጳ : « pha »
- ጴ : « phé »
- ጵ : « phe »
- ጶ : « pho »
- ጷ : « phwa »

ጰ est le 22e symbole de base dans l'ordre traditionnel de l'alphasyllabaire.

## Historique

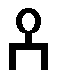
Caractère « ph » de l'alphabet arabe méridional.

Le caractère ጰ est dérivé du caractère ጸ, lui-même dérivé du caractère correspondant de l'alphabet arabe méridional.

## Représentation informatique
- Dans la norme Unicode, les caractères sont représentés dans la table relative à l'éthiopien[1] :
  - ጰ : U+1330, « syllabe éthiopienne phä »
  - ጱ : U+1331, « syllabe éthiopienne phou »
  - ጲ : U+1332, « syllabe éthiopienne phi »
  - ጳ : U+1333, « syllabe éthiopienne pha »
  - ጴ : U+1334, « syllabe éthiopienne phé »
  - ጵ : U+1335, « syllabe éthiopienne phe »
  - ጶ : U+1336, « syllabe éthiopienne pho »
  - ጷ : U+1337, « syllabe éthiopienne phwa »